# Lesznowola (powiat Piaseczyński)
Lesznowola is een dorp in het Poolse woiwodschap Mazovië, in het district Piaseczyński. De plaats maakt deel uit van de gemeente Lesznowola en telt 400 inwoners.

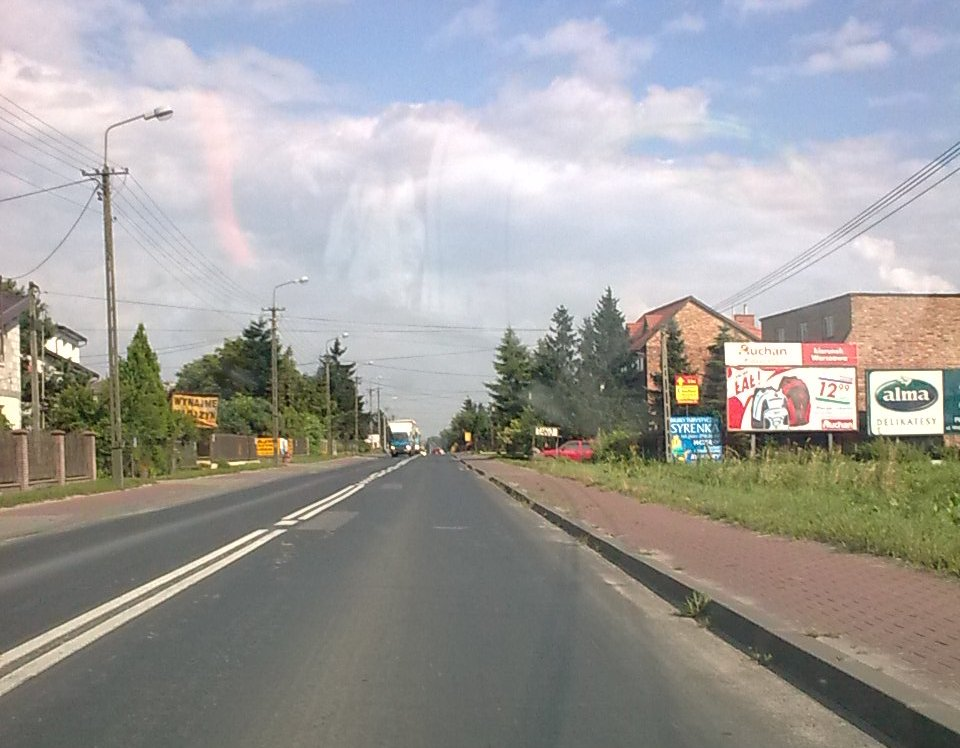
Lesznowola